# Johann Heinrich von Thünen

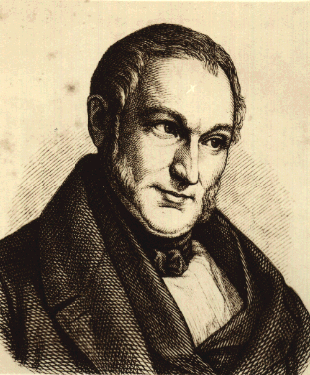
Johann Heinrich von Thünen

Johann Heinrich von Thünen (* 24. Juni 1783 in Canarienhausen, Wangerland; † 22. September 1850 in Tellow) war ein deutscher Agrar- und Wirtschaftswissenschaftler, Sozialreformer und Musterlandwirt. Er vereinte theoretische Kenntnisse der Mathematik mit praktischen Erfahrungen aus seinem landwirtschaftlichen Musterbetrieb. Er kann zur klassischen Ökonomie gezählt werden, ist aber auch ein früher Autor der Wirtschaftsgeographie.

## Leben

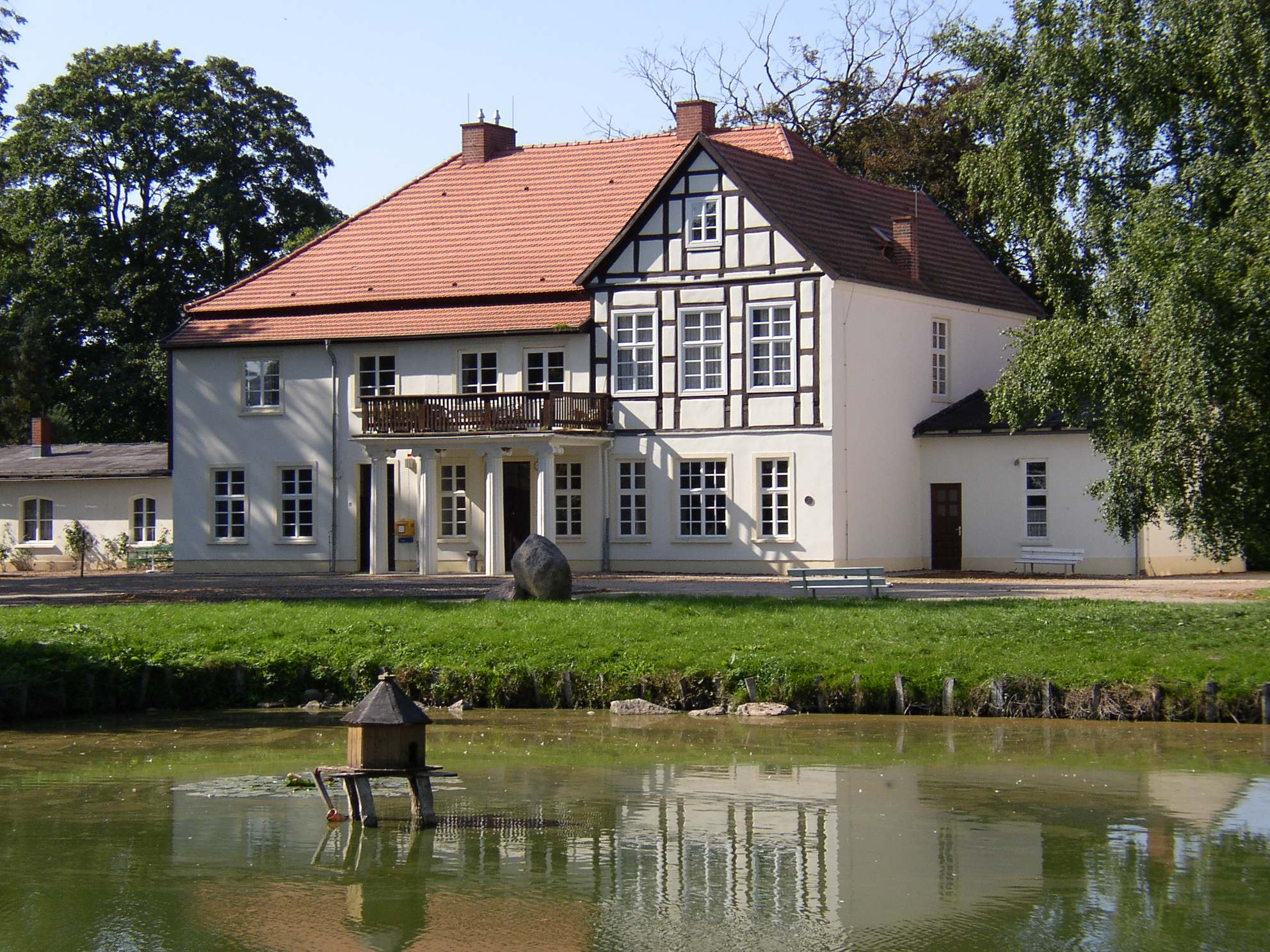
Thünens Gutshaus in Tellow (heute Ortsteil von Warnkenhagen)

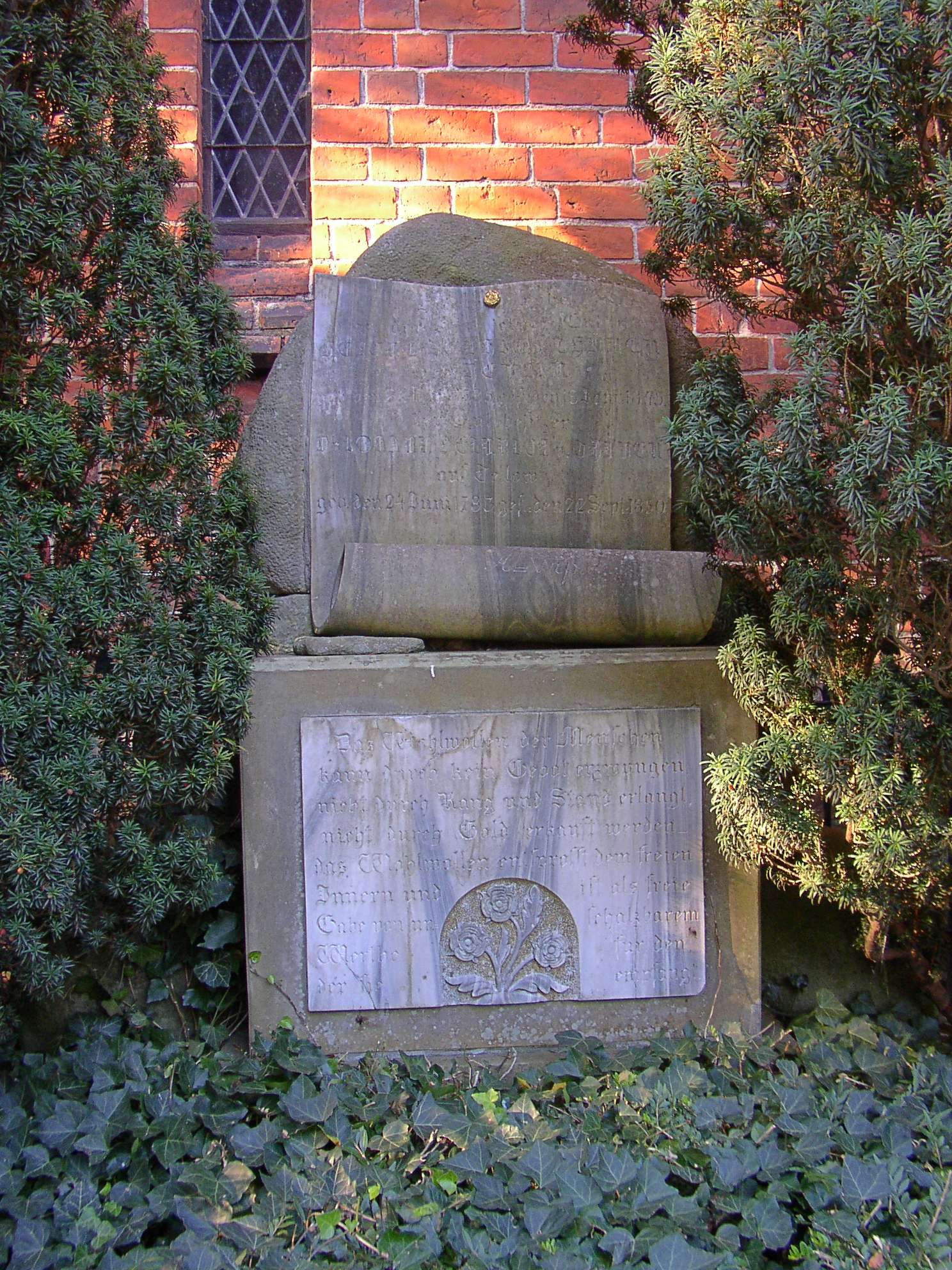
Thünens Grab in Prebberede-Belitz

Johann Heinrich von Thünen wurde als Sohn des Gutsbesitzers Edo Christian von Thünen (1760–1786) und dessen Frau Anna Margaretha Catharina, geb. Trendtel (* 1765), Buchhändlertochter aus Jever, geboren. Sein jüngerer Bruder war der Landwirt und Politiker Friedrich von Thünen. Nach dem frühen Tod des Vaters heiratete die Mutter 1789 den Kaufmann Christian Diedrich von Buttel (1766–1810). Aufgewachsen in Hooksiel und Jever, besuchte er das dortige Mariengymnasium und absolvierte von 1799 bis 1803 eine landwirtschaftliche Ausbildung u. a. auf dem Gut Gerrietshausen bei Hooksiel sowie bei Lucas Andreas Staudinger in Groß Flottbek bei Hamburg und bei Albrecht Daniel Thaer in Celle. Ab dem Wintersemester 1803 studierte er zwei Semester an der Universität Göttingen.
1806 heiratete Thünen die Bürgermeister- und Gutsbesitzertochter Helena Sophia (Johanna) Berlin (* 21. März 1785 in Friedland in Mecklenburg-Strelitz; † 19. Januar 1845 in Tellow) und pachtete das Gut Rubkow bei Anklam in Vorpommern. 1809 erwarb er das 465 ha große Gut Tellow bei Teterow, Mecklenburg. Neben der Bewirtschaftung seines Betriebes beschäftigte sich Thünen mit Fragen der Bodenfruchtbarkeit („Bodenstatik“) und der Entstehung der Getreidepreise. Bereits 1817 forderte Thünen einen Creditverein für die Landgüter ein, welche im Folgejahr als Mecklenburgischer Ritterschaftlicher Kreditverein auch gegründet wurde. 1818 wurde Thünen als ordentliches Mitglied in den Mecklenburgischen Patriotischen Verein aufgenommen und war von 1818 bis 1820 Direktor von dessen Teterower Distrikt.
Seine Erkenntnisse veröffentlichte er 1826 in dem Buch „Der isolirte Staat in Beziehung auf Landwirthschaft und Nationalökonomie, oder Untersuchungen über den Einfluss, den die Getreidepreise, der Reichthum des Bodens und die Abgaben auf den Ackerbau ausüben“ bei Friedrich Perthes in Hamburg. 1830 wurde ihm auf Grund seiner wissenschaftlichen Verdienste die Ehrendoktorwürde der Philosophischen Fakultät der Universität Rostock verliehen. Von 1836 bis 1838 war er zweiter Hauptdirektor des Mecklenburgischen Patriotischen Vereins. 1842 erschien die zweite, vermehrte und verbesserte Auflage des „Isolierten Staates“ bei Leopold in Rostock. 1844 wurde er Mitglied der Mecklenburgischen Naturforschenden Gesellschaft zu Rostock, 1848 wurde er zum Ehrenmitglied des Mecklenburgischen Patriotischen Vereins ernannt. Unter dem Eindruck der Ereignisse des Frühjahrs 1848 trat im April Thünens lange geplantes Gewinnbeteiligungsmodell für die Tellower Arbeiter in Kraft. Es nahm einige Punkte der späteren Sozialversicherung vorweg. Im Juni wurde er Ehrenbürger der Stadt Teterow. 1848 war er Mitglied des Vorparlaments. Ebenfalls 1848 wurde Thünen als Ersatzmann für den Abgeordneten der Frankfurter Nationalversammlung Johann Pogge gewählt. Er konnte die Reise jedoch nicht antreten. Sein jüngerer Bruder Friedrich von Thünen war Mitglied des Landtages im Großherzogtum Oldenburg, sein Sohn Edo Heinrich von Thünen wurde später Mitglied des Reichstages.
1850 veröffentlichte Thünen den zweiten Teil des „Isolierten Staates“, in dem er der Frage nach dem „natürlichen Arbeitslohn“ nachgeht. Aus diesem Werk stammt die von ihm dafür gefundene Formel {\displaystyle l={\sqrt {a\cdot p}}} ({\displaystyle l} =Lohn {\displaystyle a} = notwendiger Lebensunterhalt der Arbeiter {\displaystyle p} = Wert der Arbeit der Erzeugnisse), die lange kontrovers diskutiert wurde und heute als überholt gilt. Die Definition für den natürlichen Arbeitslohn {\displaystyle {\sqrt {a\cdot p}}} schmückt heute seinen Grabstein in Prebberede-Belitz bei Teterow, Mecklenburg.

## Pionierleistungen
Zu Johann Heinrich von Thünens Pionierleistungen auf verschiedenen Wissenschaftsgebieten gehören unter anderem die Entwicklung von land- und forstwirtschaftlichen Produktions-, Standort- und Raumstrukturtheorien mit entsprechenden Impulsen für die Wirtschaftsgeographie und Regionalwissenschaft und die Begründung der Landwirtschaftlichen Betriebslehre in Deutschland, sowie wegweisende Untersuchungen und praktische Vorschläge zum Agrarkredit (Taxation und Finanzintermeditation).
Zudem entwarf er eine systematische Erklärung der Höhe von Löhnen, Zinsen und Bodenrenten sowie Verteilung dieser Einkommen in einer Volkswirtschaft (Grenzproduktivitätstheorie) und eine Ableitung von Grundprinzipien für eine optimale Forstwirtschaft, womit er allgemeingültige kapitaltheoretische Ansätze vorwegnahm.
Er baute die Methode der isolierenden Abstraktion (Modell des „Isolierten Staates“ vgl. ceteris paribus) aus und wendete die Differentialrechnung bei der Lösung ökonomischer Optimierungsprobleme (Marginalprinzip) an. Außerdem führte er praxisorientierte und empirisch-statisch fundierte Agrar- und Wirtschaftsstudien (Ökonometrie) durch.

## Standorttheorie und von Thünens Stellung in der Politischen Ökonomie

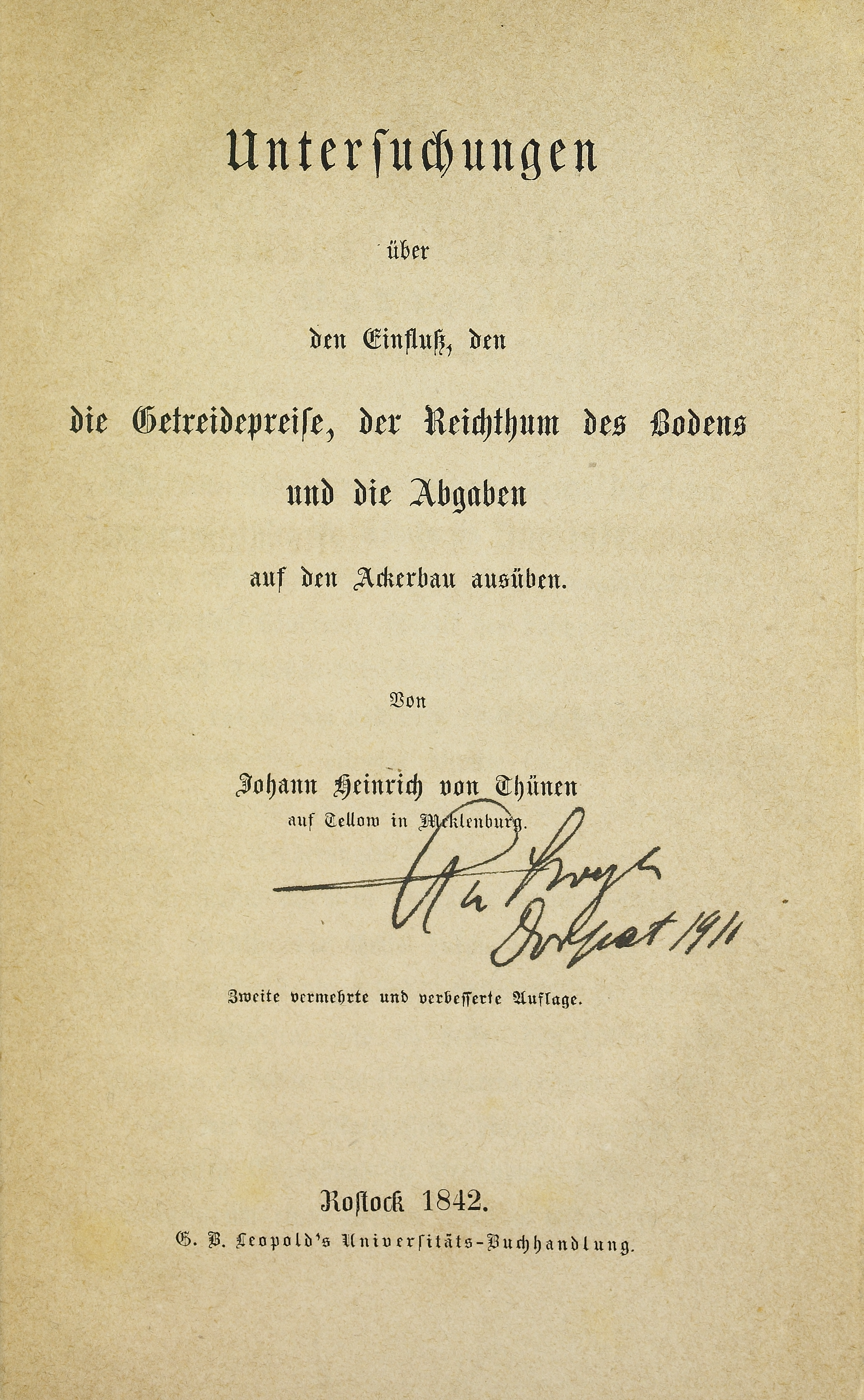
Untersuchungen uber den Einfluss, den die Getrieidepreise, der Reichthum des Bodens und die Abgaben auf den Ackerbau ausüben, 1842

In seiner Theorie des „Isolierten Staats“ ging von Thünen von Adam Smiths homo oeconomicus aus: Der Landwirt ist bestrebt, den größtmöglichen Gewinn aus seiner Arbeit zu erwirtschaften. Aus seiner Erfahrung als Gutsbesitzer wusste er, dass seine Erlöse von einer optimalen Nutzung der Agrarflächen und den Transportkosten abhingen. Um seine Gedanken ausschließlich auf diese zwei Variablen zu konzentrieren, reduzierte von Thünen die restlichen Einflüsse auf einen homogenen – isolierten – Staat: Ein kreisrundes, völlig flaches Land ohne Außenbeziehungen und mit einer alles dominierenden Stadt in der Mitte.
Sein Modell der „Thünenschen Ringe“ präsentierte Thünen im Jahre 1842. Seine Standorttheorie landwirtschaftlicher Betriebe und deren Abhängigkeit in Anbauweise oder Viehhaltung von der räumlichen Entfernung der Betriebsstätte vom Agrarmarkt schaffte die Grundlage für die heutige Raumwirtschaftstheorie. Im einfachen Modell nimmt Thünen an, dass bei einer kontinuierlichen, homogenen Agrarfläche mit gleichen Witterungsverhältnissen ein Punktmarkt mit gegebenen Marktpreisen besteht. Die „Ringe“ oder „Kreise“ liegen konzentrisch um den Agrarmarkt, in dessen unmittelbarer Umgebung nach Ansicht Thünens Gemüsebau stattfinden soll, ein nächster Kreis beinhaltet Forstwirtschaft, darüber hinaus intensive Landwirtschaft, dann Dreifelderwirtschaft und im äußeren Kreis extensive Viehhaltung.
Thünens Standorttheorie ist eng verbunden mit politökonomischen Fragestellungen. Angesichts der Preisentwicklungen für landwirtschaftliche Produkte in der ersten Hälfte des 19. Jahrhunderts in Deutschland, der erforderlichen Intensivierung der Landwirtschaft untersuchte Thünen die Beziehungen zwischen der Kapitalzusammensetzung, dem Einkommen und Marktwert bzw. Marktpreis der Ware. Unabhängig von David Ricardo kommt Thünen zum gleichen Ergebnis wie dieser: „Die Landrente eines Gutes entspringt also aus dem Vorzug, den es vor dem durch seine Lage oder durch seinen Boden schlechtesten Gute, welches zur Befriedigung des Bedarfs noch Produkte hervorbringen muss, besitzt.“ Zentraler Begriff in seinem Modell ist die Lagerente, eine Form der Differentialrente, die auf einem Ertragsvorteil von marktnäheren Böden oder Standorten im Verhältnis zu marktferneren beruht. Bei räumlich als homogen angenommenen Herstellungskosten resultiert die Lagerente aus den entfernungsbedingten Transportkosten der Agrarprodukte zum Markt. Die Transportkosten verändern sich nach dem Gewicht der Agrarprodukte und der Entfernung des Anbauortes vom Markt.
Der Marktpreis pro ha (Lagerente) nimmt mit Entfernung zur Stadt ab. Der Mindestpreis eines Agrarprodukts errechnet sich mithin aus der Lagerente, den Transportkosten und den fixen Produktionskosten – der Gewinn ist dementsprechend der Unterschied zwischen Mindestpreis und dem fixen Marktpreis.

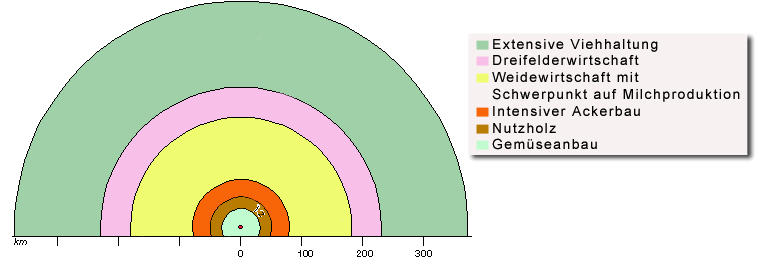
Idealschema der Anordnung der Landnutzungszonen im Thünen’schen Modell

Die Lagerente als zentraler Begriff in der Argumentation von Thünens ist als Äquivalent zum Bodenwert zu verstehen. Sie entspricht der maximal möglichen Summe, die ein landwirtschaftlicher Produzent für die Nutzung einer Fläche bezahlen könnte, ohne Verlust zu machen. Sie lässt sich für ein gegebenes Gut mit der folgenden Gleichung bestimmen:
{\displaystyle L=Y(P-C)-YDF\!\,}.
Hierin sind {\displaystyle L} die örtlich erzielbare/bezahlbare Lagerente (in €/km²), {\displaystyle Y} der Anbauertrag (in t/km²), {\displaystyle P} der Marktpreis der Feldfrucht (in €/t), {\displaystyle C} die Herstellungskosten der Feldfrucht (in €/t), {\displaystyle D} die Entfernung zum Markt (in km) und {\displaystyle F} der Transportkostentarif (in €/t*km).
So würde z. B. die Lagerente eines Produktes mit einem Ertrag von 1.000 t/km², das auf dem zentralen Markt 100 €/Tonne einbringt, wohingegen seine Produktion 50 €/t und sein Transport 1 € je Tonne und km kostet, im Zentrum der Stadt 50.000 €/km² (5 cent/m²) betragen, in 10 km Entfernung nur noch 40.000 €/km² und in einer Entfernung von 30 km nur noch 20.000 €/km². Entsprechend der mit zunehmender Entfernung zum Marktort fallenden Lagerente wird somit auch die Zahlungsbereitschaft eines jeden Landwirtes für landwirtschaftliche Flächen sinken und sich schließlich in den Bodenpreisen niederschlagen.

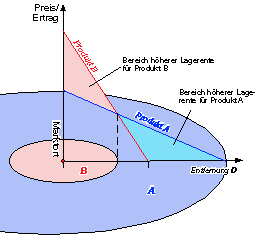
Darstellung der Lagerentenbeziehung für zwei landwirtschaftliche Güter

Von Thünen folgerte, dass sich beispielsweise der Getreideanbau nur in einer bestimmten Entfernung zur Stadt lohnte: Entweder werden in der Nähe der Stadt die Kosten für den Boden zu hoch oder mit zunehmender Entfernung die Transportkosten, nämlich dann, wenn es ein anderes Produkt gibt, das entweder günstiger zu produzieren oder preiswerter zu transportieren ist. Ab einer Maximalentfernung zum Marktort (Stadt) wird dann die Produktion eines bestimmten Gutes unrentabel, weil entweder der Gewinn auf '0' sinkt oder der Gewinn eines anderen Produktes höher ist, denn die Berechnungen nahm Thünen für unterschiedlich flächenintensive landwirtschaftliche Produkte (Fleischvieh, Holz, Getreide, aber auch Eier, Milch usw.) vor: Für jedes Produkt gibt es einen bestimmten Abstand zur Stadt, in dem sich die Produktion lohnt. Da Thünen die Transportkosten direkt auf den Marktort bezog (Luftlinie), ergeben sich kreisrunde Abgrenzungen zwischen den einzelnen Landnutzungszonen, die sogenannten Thünenschen Ringe. Treten nämlich die Produzenten mehrerer landwirtschaftlicher Produkte in Konkurrenz zueinander, „sortieren“ sich ihre Standorte konzentrisch relativ zum Marktort entsprechend der Steilheit/dem Verlauf ihrer Lagerentenkurven: Ein Produkt, dessen Ertrag je Flächeneinheit zwar gering, dessen Marktpreis je Gewichtseinheit jedoch hoch und dessen Transportkosten je Gewichts- und Distanzeinheit ebenfalls hoch sind (z. B. Holz), kann daher beispielsweise nahe am zentralen Markt höhere Lagerenten erzielen als ein Produkt mit niedrigeren Transportkosten.
Die Lagerente als Möglichkeit zur Zahlung höherer Renten für die Nutzung einer gegebenen Menge an Produktionsfläche, ist der Indikator für die „Konkurrenzfähigkeit“ der Produkte relativ zum zentralen Marktort.

## Wissenschaftliches und kulturelles Erbe
Die im September 1990 in Tellow gegründete Thünengesellschaft e. V. wurde eigens zu dem Zweck gegründet, den wissenschaftlichen Nachlass Johann Heinrichs von Thünens zu wahren, aufzuarbeiten und der Nachwelt bekannt zu machen. Zu den renommiertesten Thünenforschern und Gründungsmitgliedern dieser Gesellschaft gehörte Yasuo Kondo (1899–2005) in Japan. Der Rostocker Universitätsprofessor und Politiker Fritz Tack ist derzeit amtierender Vorsitzender der Thünengesellschaft.
Weitere bekannte Thünenforscher waren unter anderem der Wirtschaftswissenschaftler und Nobelpreisträger Paul A. Samuelson (1915–2009) in den Vereinigten Staaten, in Deutschland Asmus Petersen (1900–1962) und Walter Braeuer (1906–1992), sowie in Russland Alexander Tschajanow (1888–1937).
„Der isolierte Staat“ wurde 1966 von Carla Wartenberg (1934–2019) ins Englische übersetzt und vom Stadtplaner Professor Sir Peter Hall (1932–2014) mit einer Einführung herausgegeben und in weitere Sprachen übertragen.

## Rezeption
Thünen gilt als Begründer der heutigen Raumwirtschaftstheorie, die außerhalb der Landwirtschaft auch in der modernen Stadtökonomik angewandt wird, als der Begründer der landwirtschaftlichen Betriebswirtschaftslehre und als wichtigster Repräsentant der Agrarwissenschaften in der ersten Hälfte des 19. Jahrhunderts. Er ist der erste deutsche Ökonom, der die Differentialrechnung nutzte, das „Optimalitätsdenken wirtschaftsmathematisch begründete und die Grenzanalyse umfassend praktizierte.“
Die heutigen Bodenpreise und Wohnungsmieten bestätigen das Modell der Thünenschen Ringe. Je weiter eine Immobilienlage von der Stadt entfernt ist, umso mehr sinken dort die Bodenpreise und Mieten. Heute gilt als nachgewiesen, dass eine Verringerung der Nutzungsintensität mit steigender Entfernung von leistungsfähigen städtischen Zentren nicht nur im Falle des Bodens festzustellen ist, sondern dass dies für sämtliche Ressourcen (Bodenschätze, Arbeit und Kapital) gilt. Unter diesen Voraussetzungen gilt Thünens Modell als bestätigt. Dagegen haben eine verbesserte Verkehrsinfrastruktur (dichte Verkehrsnetze) und Transportwesen (Lieferketten) vor allem in Industriestaaten zu einer erheblichen Verringerung der Transportkosten geführt. Dadurch ist Thünens Modell in Industriestaaten falsifiziert, hat aber noch Geltung in Entwicklungs- und Schwellenländern mit geringer Verkehrsleistung.
Wie viele andere Modelle in der Geographie wurde auch das Thünen'sche Modell häufig aufgrund der restriktiven Modellannahmen kritisiert. Dabei wurde jedoch übersehen, dass sich die Rahmenbedingungen des Modells durch geringfügige Modifikationen der jeweiligen Wirklichkeit annähern ließen. Die ringförmige Struktur, die auf einen einzigen punktförmigen Markt und die ausschließlich zentral-peripher verlaufenden Transportkostengradienten zurückgeführt werden kann, ist z. B. nur eine von vielen denkbaren geometrischen Ausgangssituationen. Beim Vorliegen anderer naturräumlicher Grundlagen oder spezieller Transportstrecken, können die Landnutzungszonen z. B. auch streifenförmig verlaufen. Wenn mehrere Märkte vorhanden wären, würden sich mehrere Zonierungsmuster um die jeweiligen Marktorte ausbilden und sich überlagern.
Ein weiterer Kritikpunkt bezieht sich darauf, dass von Thünen lediglich die Entfernung zum Markt in seine Gleichung für die Lagerente einbeziehen konnte. Die Art des Transportmittels kann bei der Gleichung noch keine Rolle spielen, da zu Beginn des 19. Jahrhunderts alle Markttransporte zu Fuß oder mit Pferd und Wagen durchgeführt wurden. Langjährige Forschungsarbeiten an der Justus-Liebig-Universität Gießen haben inzwischen nachgewiesen, dass Skaleneffekte einen erheblichen Einfluss auf die Effizienz von Transportketten im Lebensmittelbereich aufweisen. Insofern stellt das Transportmittel hinsichtlich Art und Größe eine wesentliche Einflussgröße dar, anders als die reine Marktentfernung. So hängt z. B. nach der Theorie der Ecology of Scale die produktbezogene Umweltwirkung einer vollständigen Prozesskette degressiv und nichtlinear von der Betriebsgröße ab, unabhängig von der reinen Entfernung zwischen Primärproduktion und Markt.
Thünens Verdienst ist der Versuch – unter Vernachlässigung einer ganzen Reihe von Raumeigenschaften – Nutzungszonierungen allein durch wirtschaftlich rationales Handeln zu erklären. Dabei spielt die Lagebeziehung zu den möglichen Konsumenten letztendlich die entscheidende Rolle für die Standortwahl. Gleichzeitig wird über diese Lagebeziehung eine Bewertung aller potentiellen Standorte ausgelöst, die zu einer Zonierung der möglichen Angebote führt. Dieses einfach aufgebaute Raum-Wirtschaftsmodell reagiert allerdings empfindlich auf Veränderungen der Raumüberwindungskosten. Es besitzt aber aufgrund seiner Universalität dennoch einen hohen Stellenwert innerhalb geographischer Fragestellungen und Methodik. Zahlreiche Autoren haben Elemente seiner Theorie auch für Standorttheorien des sekundären und tertiären Sektors verwendet.
Karl Marx bezeichnet Thünen „beinahe als eine Ausnahme unter den deutschen Ökonomen…, da es unter ihnen nur äußerst selten selbständige, objektive Forscher gibt.“ Marx empfand Respekt vor den Leistungen Thünens, der von Adam Smith ausgegangen war, dessen Rententheorie konfus war und überholte physiokratische Elemente enthielt. Es sei daher eine geistige Leistung, wenn Thünen die Rententheorie David Ricardos, die vollständig mit der klassischen Arbeitswerttheorie übereinstimmt, selbst entwickelte. Doch bemerkt er über Thünen auch: „Letzterer hat etwas Rührendes an sich. Ein Mecklenburger Junker (übrigens mit deutscher Denk-Distinktion), der sein Gut Tellow als das Land und Mecklenburg-Schwerin als die Stadt behandelt und von diesen Voraussetzungen aus, mit Hilfe von Beobachtungen, Differentialkalkül, praktischer Rechnungsführung etc. sich die Ricardosche Theorie der Grundrente selbst konstruiert. Es ist dies respektabel und zugleich ridicul.“ Marx erschien es lächerlich, dass jemand sich den Luxus leistet, sein Lebenswerk dem Entwerfen einer bereits entwickelten Theorie zu widmen.
Krause, Rudolph, Lehmann und Sommerfeld bezeichnen von Thünen als einen „der damals fähigsten Analytiker in Deutschland.“ Sie würdigen, dass Thünen die Rente als Überschuss über den Durchschnittsprofit richtig erkannt habe. Zwar spreche Thünen „nicht vom Profit, sondern vom Zins des eingesetzten Kapitals, der jedoch etwa dem Durchschnittsprofit entspricht… Der diesen Zins übersteigende Teil des Mehrwerts, den Thünen ‚Rente‘ nennt, erhält den Charakter eines Surplusprofits, weil Thünen den Gutsbesitzer als einen an der optimalen Verwertung seines Kapitals interessierten Unternehmers darstellt. Indem Thünen im einzelnen Betrachtungen über Grenzwertprobleme beim Einsatz von variablem und (konstantem) fixem Kapital, bei Bodenreichtum, Betriebsgröße und Standort des Betriebes anstellt, dringt er in Detailprobleme des Surplusprofits, von Verwertung und Entwertung des Kapitals ein.“

## Werke und Briefe
- Über die Einführung eines Kreditsystems in Mecklenburg und über die Bestimmung des Pfandwerts der Mecklenburgischen Landgüter, in: Neue Annalen der Mecklenburgischen Landwirtschafts-Gesellschaft, 4. Jg., 1817, S. 401–544.
- Ansichten über die Gründung eines landwirtschaftlichen Instituts in Mecklenburg, in: Neue Annalen der Mecklenburgischen Landwirtschafts-Gesellschaff, 17. Jg. 1831, S. 282–322.
- Der isoli[e]rte Staat in Beziehung auf Landwirtschaft und Nationalökonomie, oder Untersuchungen über den Einfluß, den die Getreidepreise, der Reichthum des Bodens und die Abgaben auf den Ackerbau ausüben. Perthes, Hamburg 1826 (Digitalisat und Volltext im Deutschen Textarchiv).
- Der isoli[e]rte Staat in Beziehung auf Landwirtschaft und Nationalökonomie.

Erster Theil: Untersuchungen über den Einfluß, den die Getreidepreise, der Reichthum des Bodens und die Abgaben auf den Ackerbau ausüben. 2. verm. u. verb. Aufl. Leopold, Rostock 1842.
- Der naturgemäße Arbeitslohn und dessen Verhältniß zum Zinsfuß und zur Landrente.

Erste Abtheilung. Leopold, Rostock 1850.
Zweite Abtheilung, Hrsg. Hermann Schumacher. Leopold, Rostock 1863.
- Der isoli[e]rte Staat in Beziehung auf Landwirtschaft und Nationalökonomie. 3. Aufl. Hrsg. Hermann Schumacher-Zarchlin, Wiegand, Hempel, & Parey, Berlin 1875.

(Darin: Erster Theil: Untersuchungen über den Einfluß, den die Getreidepreise, der Reichthum des Bodens und die Abgaben auf den Ackerbau ausüben. Zweiter Theil: Der naturgemäße Arbeitslohn und dessen Verhältniß zu Zinsfuß und zur Landrente. 1. und 2. Abtheilung; Dritter Theil: Grundsätze zur Bestimmung der Bodenrente, der vorteilhaftesten Umtriebszeit und des Werths der Holzbestände von verschiedenem Alter für Kieferwaldungen.)
- Briefe. Zusammengestellt und bearbeitet von Gunther Viereck. Hrsg. von der Thünengesellschaft e. V. in Verbindung mit Ilona Buchsteiner und Wolf D. Gruner. Eingeleitet von Heinz Rieter. Metropolis-Verl., Marburg 2011, ISBN 978-3-89518-767-4.